# Helga Cazas
Helga Cazas, geb. Treuherz (* 19. Februar 1920 in Steglitz; † 5. Juni 2008 in Paris), war eine französische Autorin deutsch-jüdischer Abstammung. Bekannt wurde sie durch ihre Lebensgeschichte unter dem Titel Auf Wiedersehen in Paris, die in den Medien weite Beachtung fand.

## Leben
Kindheit und Jugend verbrachte Helga Treuherz in Berlin mit ihren Eltern, den Kaufleuten Julius und Else Treuherz. Sie besuchte das Bismarck-Oberlyzeum, welches sie aber auf Grund des zunehmenden Antisemitismus im Jahr 1936 verließ. Nach dem Umzug nach Wilmersdorf besuchte sie die dortige Berufsschule. 1938 beschloss die Familie, Deutschland zu verlassen, der französische Pass der Mutter sollte dienlich sein. Nach dem Attentat von Herschel Grynszpan auf den deutschen Diplomaten Ernst Eduard vom Rath am 7. November 1938 in Paris konnten nur Helga und Else Treuherz nach Frankreich entkommen. Der Vater hingegen hatte kein Einreise-Visum erhalten, blieb in Berlin zurück, wurde später denunziert, nach Theresienstadt deportiert und im Oktober 1944 in Auschwitz ermordet.
Nach Ausbruch des Zweiten Weltkrieges und dem Einmarsch der deutschen Truppen in Paris wurde Helga Treuherz 1942 nach einer Razzia mit mehr als 5.000 jüdischen Frauen in das Pariser Vélodrome d’Hiver verschleppt und anschließend nach Gurs ins Lager Camp de Gurs gebracht. Ihre Mutter verhalf ihr mit einem Passierschein zur Flucht und Treuherz kehrte trotz Verbots nach Paris zurück.
Um zu überleben, machte sie Geschäfte mit deutschen Soldaten und arbeitete in einem Ausrüstungsbetrieb für Bunker. Es gelang ihr mit Hilfe von deutschen Ärzten und Wissenschaftlern, die sie unter anderem als Laborantin der Deutschen Forschungsgemeinschaft anstellten, der Deportation zu entgehen. Nach der Landung der US-Truppen 1944 in der Normandie und dem Kriegsende wurde Helga Treuherz der Kollaboration verdächtigt und verhaftet. Erst nach mehreren Versuchen und Protesten erhielt sie eine Verlängerung des Passes ohne vorherige Untersuchungshaft und wurde 1947 schließlich rehabilitiert.
1948 heiratete Helga Treuherz in Paris den aus Litauen stammenden Honon Cazas (1894–1995).
Helga Cazas lebte bis zu ihrem Tod in Paris. Bei Präsentationen ihres Buches in Deutschland wirkten Walter Pehle, Hildegard Hamm-Brücher und das Fritz Bauer Institut mit.

## Werke
- Auf Wiedersehen in Paris. Als jüdische Immigrantin in Frankreich 1936 – 1945. Fischer-Taschenbuch 16882 Fischer 2005 ISBN 3-596-16882-1 ISBN 978-3-596-16882-8.
- Bilder meiner Jugend, Reihe: Jüdische Miniaturen 66. Hentrich & Hentrich, Teetz 2008 ISBN 978-3-938485-68-2.

## Fernsehen
- Zeitzeugin Helga Cazas. In: ZDF-History – Hitlers Blitzkrieg 1940.